# Верес, Магдалена
Магдалена Верес — самозванка, выдававшая себя за «чудом спасшуюся великую княжну Анастасию Николаевну».

## Биография
Подлинная биография самозванки известна крайне отрывочно. Вероятно, вместе с братом — Йозефом (Джозефом) Вересом — «чудесно спасшимся цесаревичем Алексеем Николаевичем» — въехала в Соединённые Штаты во время или после Первой мировой войны. В США жила под фамилией Верес, в штате Огайо. Страдала туберкулёзом, от которого лечилась в течение 3 лет. Никогда не выходила замуж, но воспитывала троих детей младшего брата.

## Версия «чудесного спасения»
Драгоценности, зашитые в её платье предохранили великую княжну от пуль, но штыки оставили на её спине множество глубоких ран.
Тела прикрыли простынями, после чего пьяная расстрельная команда вышла прочь, позволив нескольким «друзьям», чьи имена брат и сестра предусмотрительно не назвали, и нескольким православным монахиням проникнуть внутрь. Друзья были бы рады спасти ещё кого-нибудь, но остальные Романовы были мертвы.
Расстрельная команда, водкой заливавшая полученный шок, спешила избавиться от тел, потому их побросали в грузовик кое-как, не удосужившись посчитать. Это позволило брату и сестре выиграть время. В течение нескольких месяцев монахини ухаживали за ними, наконец Алексей и Анастасия достаточно окрепли, к тому же, весть об их побеге просочилась, и оставаться далее в монастыре стало небезопасно. Некими полуподпольными путями их переправили в Соединённые Штаты, куда они въехали вместе со своими доброжелателями обычным путём — через Нью-Йоркский остров Эллис. Католическая церковь, Соединённые Штаты и ещё несколько стран, которые брат и сестра отказались назвать, приняли участие в их судьбе.
Анастасия так никогда и не оправилась от перенесённого шока; всю жизнь страдая от разных болезней, во время лечения от туберкулёза ей приходилось прятаться от любопытствующих, избегая лишний раз выходить на улицу, чтобы не быть узнанной.
Впрочем, как уверяют её немногочисленные приверженцы, она мало изменилась, а чарующая улыбка осталась прежней до конца, так что «не узнать» в ней Анастасию Романову было невозможно.

## Отношение мировой общественности
Строго говоря, Магдалена Верес сама никогда не заговаривала о своём прошлом и не упоминала своего «царского имени». Её «притязания» всплыли уже после её смерти, в рассказах племянников, уверявших, что Джозеф Верес признался им в том, кем на самом деле являлись они с сестрой.
В настоящее время Магдалена Верес практически не имеет сторонников, «книга воспоминаний», выпущенная её племянниками, прессой была принята с откровенной недоверчивостью и насмешками.